# Hallingdal

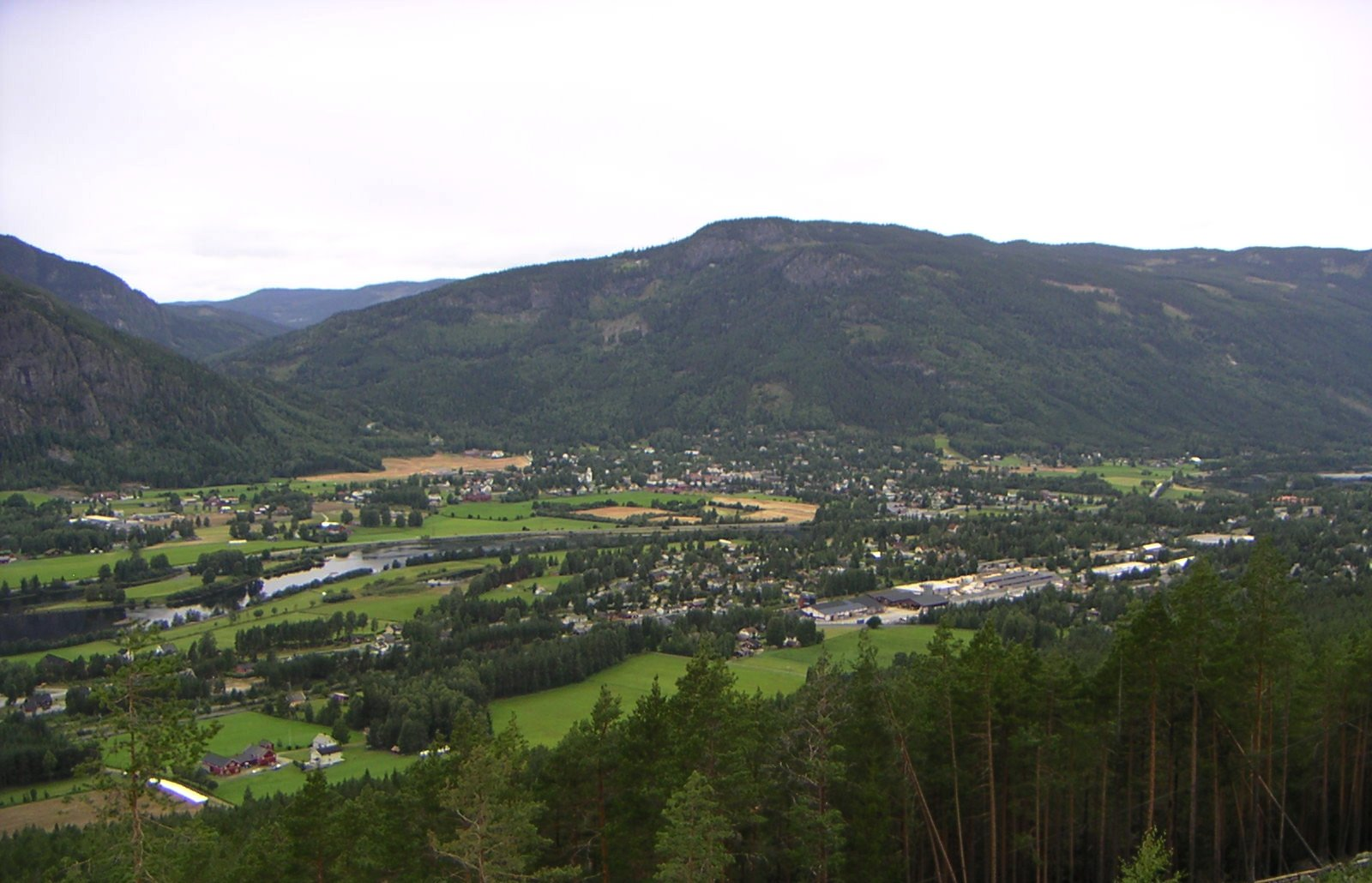
Nesbyen im Hallingdal

Hallingdal ist ein Tal sowie eine historische Landschaft im Fylke Buskerud in Norwegen. Es umfasst die sechs Kommunen Flå, Nesbyen, Gol, Hemsedal, Ål und Hol und hatte 2019 20.568 Einwohner. Das Gebiet umfasst rund 5.830 km².

## Geografie
Das Hallingdal erstreckt sich auf rund 120 km und liegt zu 70 % auf über 900 m über dem Meeresspiegel. Es verläuft von Gulsvik am Nordende des Krøderen in nordwestlicher Richtung, bis in Gol das Hemsedal abzweigt. Das Haupttal läuft in südwestlicher Richtung weiter Richtung Geilo und Ustaoset. Zur Landschaft Hallingdal zählen auch die angrenzenden Seitentäler und Bergregionen. In der Höhe erstreckt sich das Gebiet von früherem Meeresboden bei Gulsvik (heute in 150 m Höhe) bis in Hochgebirgsregionen. Die höchste Erhebung ist der Folarskardnuten im Hallingskarvet mit einer Höhe von 1933 m, gefolgt vom Høgeloft im Hemsedal mit rund 1920 m. Etwa 21 % sind bewaldet und 2 % werden als landwirtschaftliche Anbauflächen genutzt. Bei Gol trennt sich das Tal in den unteren engen Bereich vom oberen, der breiter und weniger steil ist.

## Geschichte und Kultur
Die Region Hallingdal war von Alters her besiedelt und bildete in der Vorzeit einen Teil des norwegischen Westlands („Vestlandet“). Alte Wege in den westlichen Teil des Landes führten von Valdres über das Hallingdal und weiter über Røldal nach Odda. Aufgrund dieser Verbindung stammte die Bevölkerung des Hallingdals wie auch die der Nachbarregion Valdres ursprünglich aus dem Westland und sprach dementsprechend einen westnorwegischen Dialekt. Die beiden genannten Täler wurden von Kardinal Nicholas Breakspear, dem damaligen päpstlichen Legaten für Skandinavien, der Diözese Stavanger zugeschlagen. Später wurde die Region Oslo lagdømme und 1631 dem Bistum Oslo zugerechnet.
Das Hallingdal ist die Ursprungsregion des hiernach benannten Volkstanzes Halling und neben Valdres das einzige Gebiet, in dem noch die altertümliche Bordunzither Langeleik gespielt wird.
Nesbyen ist der Sitz des Hallingdal Museums, das auch die Dorfmuseen in Ål, Gol und Hol sowie das Dagali Museum und das Freilichtmuseum Hemsedal bygdetun betreut und verwaltet. Das Museum hieß früher Hallingdas Folkemuseum („Hallingdaler Volksmuseum“) und ist Teil der Buskerud-Museen.

## Wirtschaft und Infrastruktur
- Die Landwirtschaft besteht überwiegend aus der Milchproduktion und aus der Zucht von Schafen und Ziegen in Ål und Hol. Getreide wird hauptsächlich in Flå angebaut.
- Die Industrie bietet Arbeitsplätze in den Bereichen Werkstatt-, Lebensmittel-, Kunststoff- oder Holzproduktion.
- Zur Energieversorgung wurden seit 2015 mehrere kleine und große Kraftwerke eingerichtet.
- Die Gemeinde Hol bietet Ausflugsziele für Touristen und Skigebiete wie das Hemsedal zahlreiche Wintersportmöglichkeiten.
- Die Bergensbanen und der Riksvei (RV 7 – Oslo–Gol–Bergen) führen durch das Hallingdal. In Gol führt die RV 52 durch Hemsedal nach Lærdal. Es gibt in den Bergen ein dichtes Straßennetz, das die Bauernhöfe anbindet und dem Touristenverkehr dient.[1]